# Islamska zajednica Bošnjaka u Norveškoj
Islamska zajednica Bošnjaka u Norveškoj (IZBN) je vjerska organizacija Bošnjaka muslimana na području Norveške. 
Najviši predstavnik Islamske zajednice Bošnjaka u Norveškoj je glavni imam. Islamska zajednica Bošnjaka u Norveškoj je do danas u okviru Islamske zajednice u Bosni i Hercegovini na nivou medžlisa. Kao takva, sastavni je dio Mešihata Islamske zajednice Bošnjaka u Zapadnoj Europi, zbog čega je reis-ul-ulema vrhovni poglavar Bošnjaka muslimana i u Švedskoj.
Sjedište Islamske zajednice Bošnjaka u Norveškoj nalazi se u Oslu.

## Organizacija
U sastavu Islamske zajednice Bošnjaka u Norveškoj se nalazi 19 registriranih džemata. Rad i aktivnosti usklađeni su s važećim zakonima Norveške i pravnim aktima Islamske zajednice u Bosni i Hercegovini.

## Vanjske poveznice
- Islamska zajednica Bošnjaka u Norveškoj